# Chef vom Dienst
Der Chef vom Dienst bzw. die Chefin vom Dienst, abgekürzt CvD, ist in einem journalistischen Betrieb (Verlag oder Rundfunkveranstalter) für Organisation und Steuerung der Redaktion im Tagesgeschehen, teilweise auch für die Abstimmung zwischen Redaktion, Herstellung und Anzeigenabteilung zuständig. Er gehört der Redaktion an und steht in der Regel im Rang eines Ressortleiters, gelegentlich auch auf der Ebene des Stellvertretenden Chefredakteurs.
Der CvD verantwortet die organisatorischen Aufgaben, die zur Produktion erforderlich sind, und gewährleistet die technisch und terminlich korrekte Anlieferung des Materials. Er überwacht den Redaktionsablauf und schreibt als erfahrener Redakteur teilweise Überschriften um bzw. kürzt oder verlängert Texte.
Die kreative Arbeit einer Redaktion lässt sich mit der Entwicklungsabteilung eines technischen Industrieunternehmens vergleichen: Der CvD entspricht dann einem für die Sendung oder Druckausgabe verantwortlichen Projektleiter. Zwangsläufig steht er in Kontakt mit der Chefredaktion und den Redakteuren. Bei Printmedien ist er darüber hinaus verantwortlich für die Erstellung der Heftstruktur, er spricht mit dem Chefredakteur und der Verlagsleitung die Umfangsdisposition des Heftes oder der Zeitung ab. Die Heftstruktur muss kontinuierlich aktualisiert werden und ständig für alle einsehbar sein. Bei elektronischen Medien gilt dies analog für die Einhaltung der Beitragslängen gemäß dem Sendeplan.
Nicht verantwortlich ist der CvD für die optische oder inhaltliche Qualität, ebenso wenig ist er presserechtlich verantwortlich – dies ist der Chefredakteur oder der Ressortleiter. Bei großen Redaktionen können auch die Dienstpläne, Redaktionstechnik oder die Genehmigung von Dienstreisen in den Bereich des CvD fallen. In der Praxis sind die Grenzen zwischen CvD und stellvertretendem Chefredakteur fließend.

## Begrifflichkeiten

### Andere Bezeichnungen
In manchen Online-Redaktionen wird der CvD auch als Homepage-Chef bezeichnet. Alternativ wird auch der Begriff Nachrichtenchef oder Planer verwendet. In anderen Redaktionen bezeichnen diese Begriffe zum Teil andere Job-Profile.

### Verwendung in anderen Branchen
Die Bezeichnung Chefin oder Chef vom Dienst (CvD) findet auch in anderen Branchen Anwendung, in denen Presseerzeugnisse und interne Dossiers Verwendung finden (bspw. Public Affairs). Auch der Bundesnachrichtendienst (BND) nimmt Rechercheprodukte durch einen CvD ab. Das Akkreditierungs- und Mitteilungsportal des Bundespresseamts (BPA) ist nach dem CvD benannt.